# Spilosoma kannegieteri
Spilosoma kannegieteri är en fjärilsart som beskrevs av Rothschild 1910. Spilosoma kannegieteri ingår i släktet Spilosoma och familjen björnspinnare. Inga underarter finns listade i Catalogue of Life.